# Biserica „Sf. Dumitru” din Teliu
Biserica „Sf. Dumitru” din Teliu este un monument istoric aflat pe teritoriul satului Teliu, comuna Teliu. În Repertoriul Arheologic Național, monumentul apare cu codul 42067.03.